# Haffboot

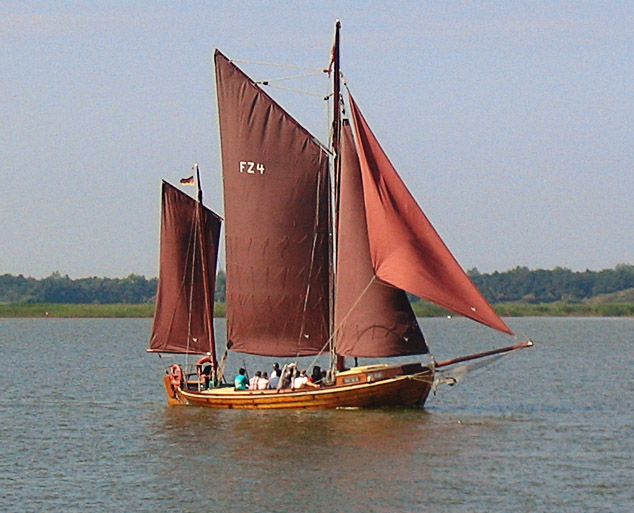
Zeesenboot

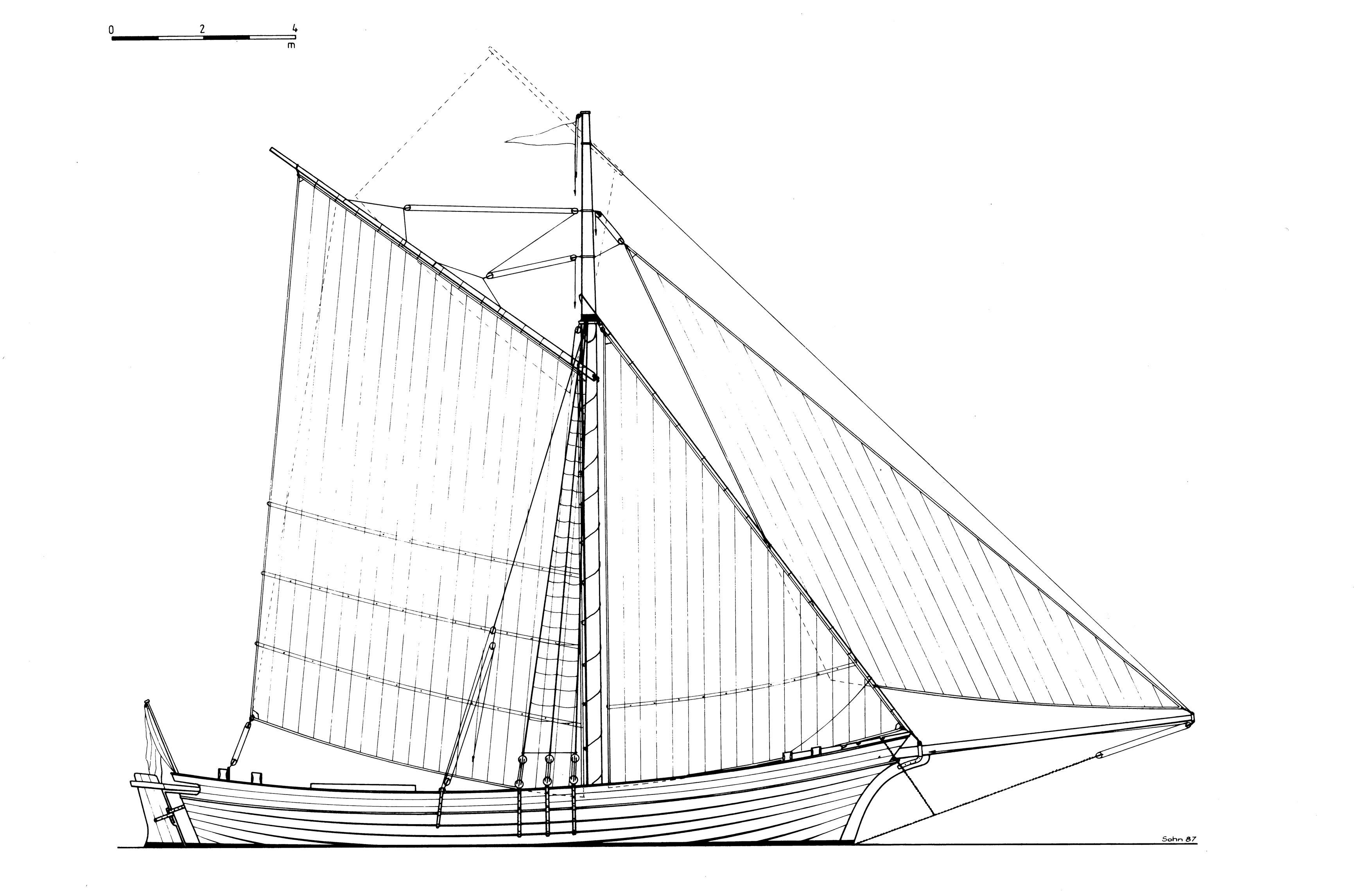
Takelriss einer Quatze von 1918

Haffboot ist ein Sammelbegriff für Segelschiffstypen, die als Fischerei- oder Frachtensegler an der flachen Ostseeküste, im Greifswalder Bodden, im Stettiner Haff und in den Nebengewässern des Oderhaffs bis ins 20. Jahrhundert eingesetzt wurden. Bei ähnlicher oder gleicher Konstruktion des Schiffsrumpfes hatten die Fischerboote trockenen oder durchfluteten Laderaum. Der durchflutete Laderaum, im Ostseebereich oft Bünn genannt, ist nicht hermetisch gegen die See abgedichtet, sondern mit dem Umgebungswasser gefüllt. Durch feine Löcher in der Außenhaut des Schiffes ist ein Wasseraustausch zwischen Bünn und Umgebungswasser möglich. Die gefangenen Fische können darin lebend transportiert werden. Bei einem traditionellen Fischerboot ohne Kühlaggregate lässt sich so die mögliche Zeitspanne zwischen Fang des Fischs und Anlanden verlängern.
Um die Wende vom 19. zum 20. Jahrhundert segelten auf dem Oderhaff, dem Neuwarper See und im unteren Oderdelta Haffboote, die als flach gehende und breite Klinkerfahrzeuge auf kleinen Werften in Neuwarp, Anklam oder Ueckermünde gebaut wurden.

## Bootstypen
Folgende Typen werden in Bezug auf das Oderhaff unter dem Begriff Haffboote zusammengefasst: Zeeskähne als die einst größten der Haffboote. Sie waren 22 m lang, breit gebaut und hatten geringen Tiefgang. Die Besatzung bestand in der Regel aus drei Mann. Zeeskähne waren in der Regel 48 Stunden unterwegs, gefischt wurde nachts. Weitere Typen waren Tuckerkähne, Tweismaker, Polten, Zollen und Quatzen. Der Fang wurde an Fischhändler (Quatzner) übergeben. Diese steuerten mit ihren Hälterfahrzeugen Quatzen regelmäßig die fischenden Zees- und Tuckerkähne an, um den Fang zu übernehmen und zu den Märkten zu bringen. Gleichzeitig versorgten sie die Fischer mit Proviant und Nachrichten.